# Юстинишкес

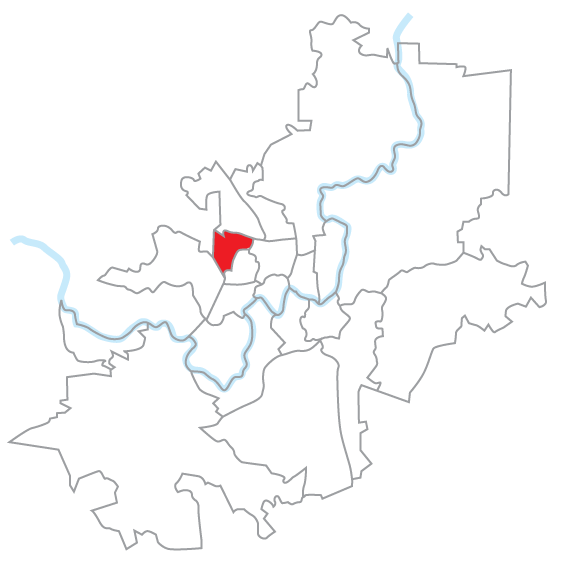
Юстинишкское староство

Юстини́шкес (Юстини́шки, лит. Justiniškės, пол. Justyniszki) — один из «спальных» районов Вильнюса, расположенный в северо-западной части города.
Образует староство (сянюнию; Justiniškių seniūnija); граничит с Виршулишкес, Пашилайчяй, Пилайте и Вильнюсским районом. К Юстинишкес относятся улицы Тайкос, Талино, Эжярайчё, Скатулес, Мозуришкю, Сидароню и часть улиц Юстинишкю и Ригос, проспекта Лайсвес.
Большая часть застройки конца XX века. Площадь территории староства 2,98 км2. По данным переписи населения (2001), на ней проживает около 30 958 жителей. В Юстинишкес имеется 289 многоквартирных домов. На территории Юстинишкес несколько детских яслей-садов, начальных школ, прогимназий, гимназий и кладбищ.

## Галерея

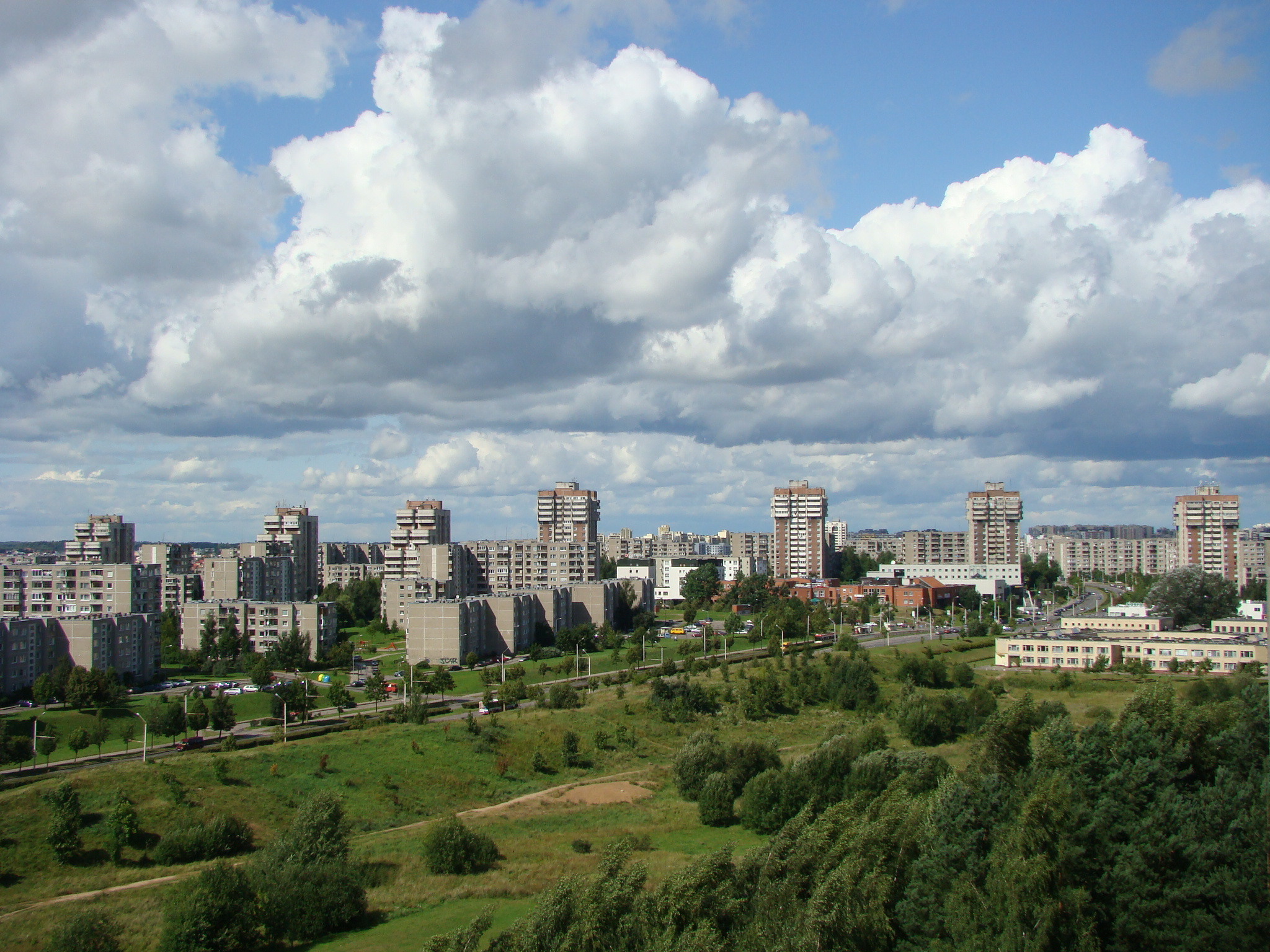
Общий вид со стороны Виршулишкес
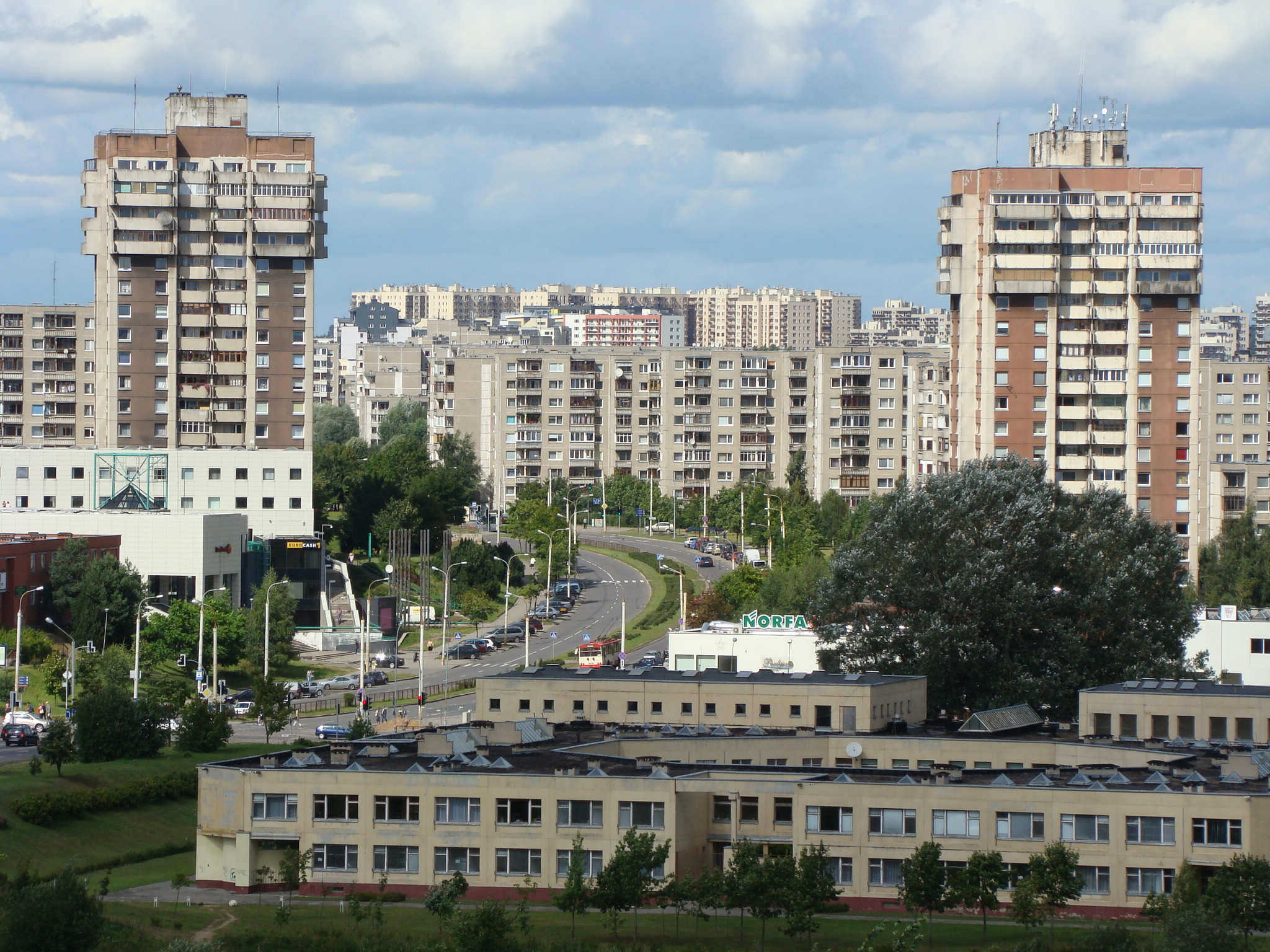
Общий вид со стороны Виршулишкес
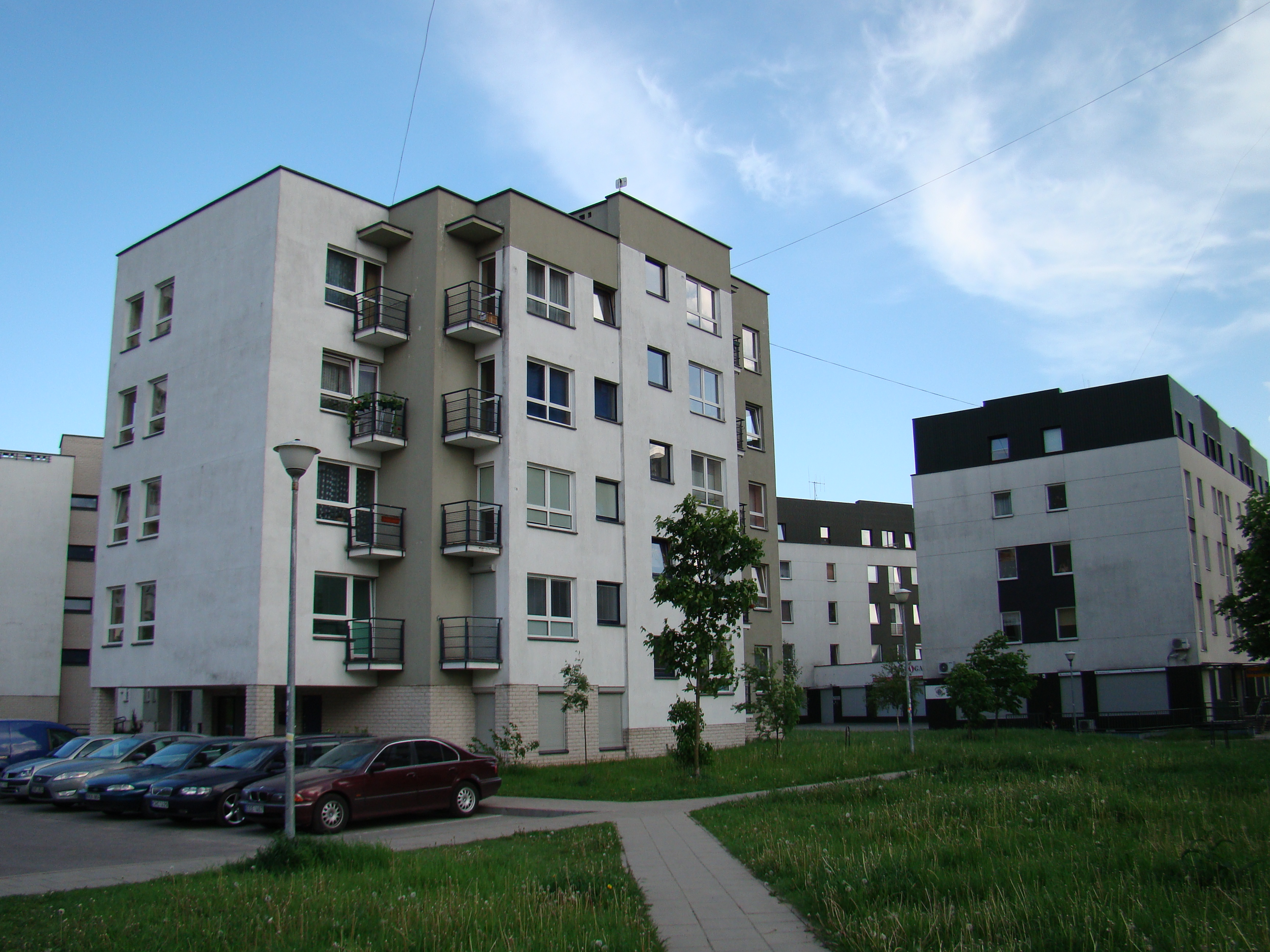
Юстинишкес. Дома на улице Ригос
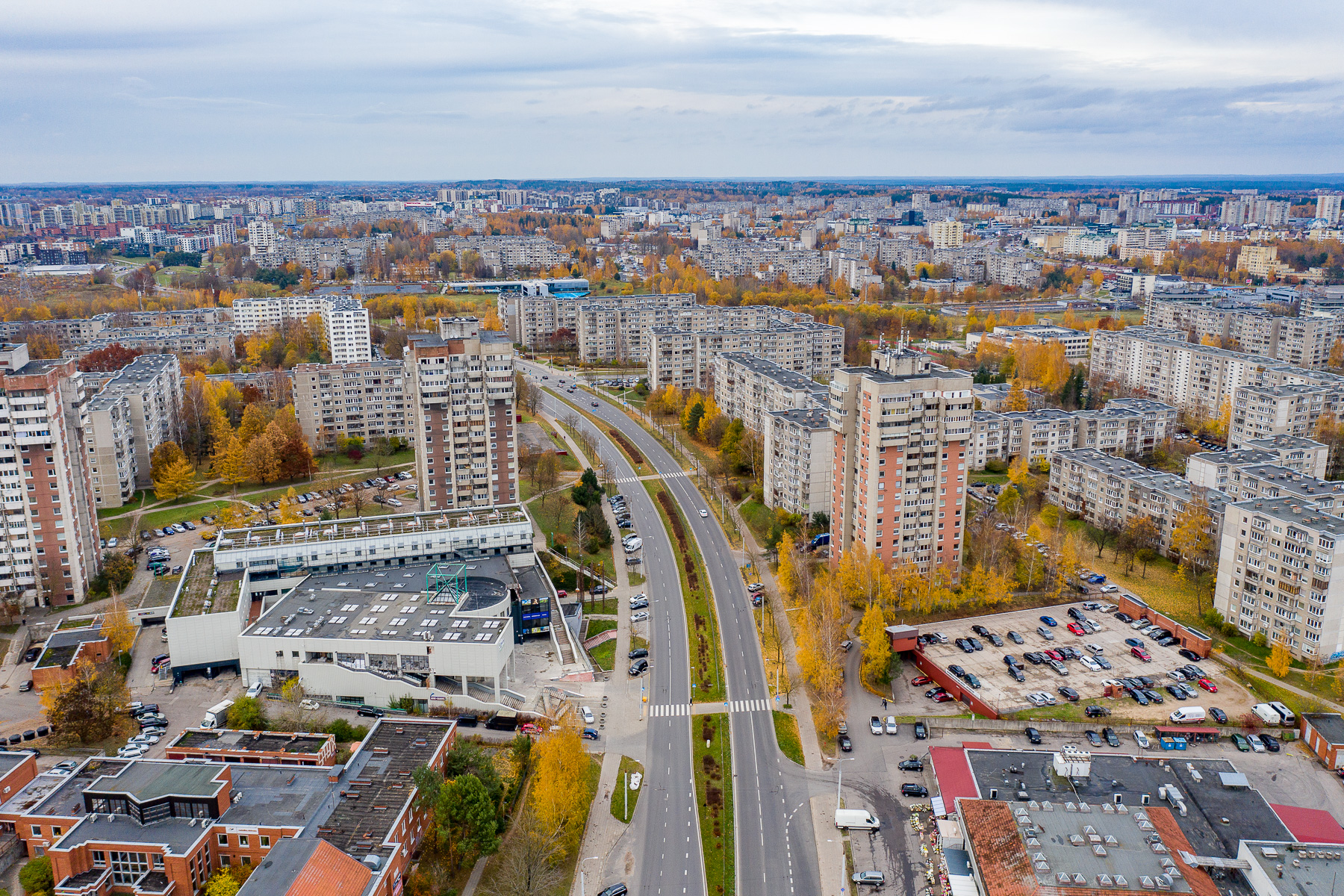
Вид с воздуха на улицу Юстинишкю